# Darmstadt Tennis International 2008
Darmstadt Tennis International 2008 var en tennisturnering som spelades mellan 14 och 20 juli. Turneringen ingick i damernas ITF-tour och spelades utomhus på grus. Det var den 5:e upplagan av tävlingen och spelplatsen var Darmstadt Centre Court i södra Tyskland.

## Mästare

### Singel
Jelena Dokic besegrade  Michelle Gerards med 6-0, 6-0.

### Dubbel
Heidi El Tabakh / Emma Laine besegrade  Michelle Gerards /  Marcella Koek med 6-3, 6-4.